# Daïra de Tlemcen
La daïra de Tlemcen est une daïra d'Algérie située dans la wilaya de Tlemcen et dont le chef-lieu est la ville éponyme de Tlemcen.

## Localisation
La daïra est située au centre de la wilaya de Tlemcen.

## Communes de la daïra
La daïra de Tlemcen n'est composée que d'une seule commune : Tlemcen.

## Institut national de recherche forestière
Cette daïra abrite une station de recherche et d'expérimentation rattachée à l'Institut national de recherche forestière.